# جاكلين هيل
جاكلين هيل (بالإنجليزية: Jaclyn Hill)‏ هي يوتيوبية أمريكية، ولدت في 20 يوليو 1990 في إلينوي في الولايات المتحدة.

## وصلات خارجية
- الموقع الرسمي